# ロマン・コリンカ
ロマン・コリンカ（Roman Kolinka、1986年9月16日 - ）はフランスの俳優。

## 略歴
父親はロックバンド「テレフォン」のドラマーであるリシャール・コリンカ、母親は女優のマリー・トランティニャン。母方の祖父は俳優のジャン＝ルイ・トランティニャン、母方の祖母は映画監督のナディーヌ・トランティニャン。父方の祖母ジネット・コリンカはアウシュヴィッツ＝ビルケナウ強制収容所から生還したユダヤ人である。母マリーはそれぞれ父親の異なる4人の息子（ロマン、ポール、レオン、ジュール）を生んでおり、ロマンは長男である。マリーはリトアニアのヴィリニュスに滞在中の2003年に当時交際中の歌手ベルトラン・カンタ（ロックバンド「ノワール・デジール」のリードボーカル）に殴られ、転倒したことが原因で亡くなる。
Yokoという名の女性と結婚し、息子マルロをもうけ、ユゼスでレストラン「La Famille」を経営している。
1994年に子役としてキャリアを始め、2000年代から本格的に俳優として活動する一方、アラン・コルノー監督の最後の作品となった2010年の映画『ラブ・クライム 偽りの愛に溺れて』では、助監督を務めている。

## 主な出演作品
- 5月の後 Après mai (2012)
- EDEN/エデン Eden (2014)
- 未来よ こんにちは L'avenir (2016)